# Подвійний альбом

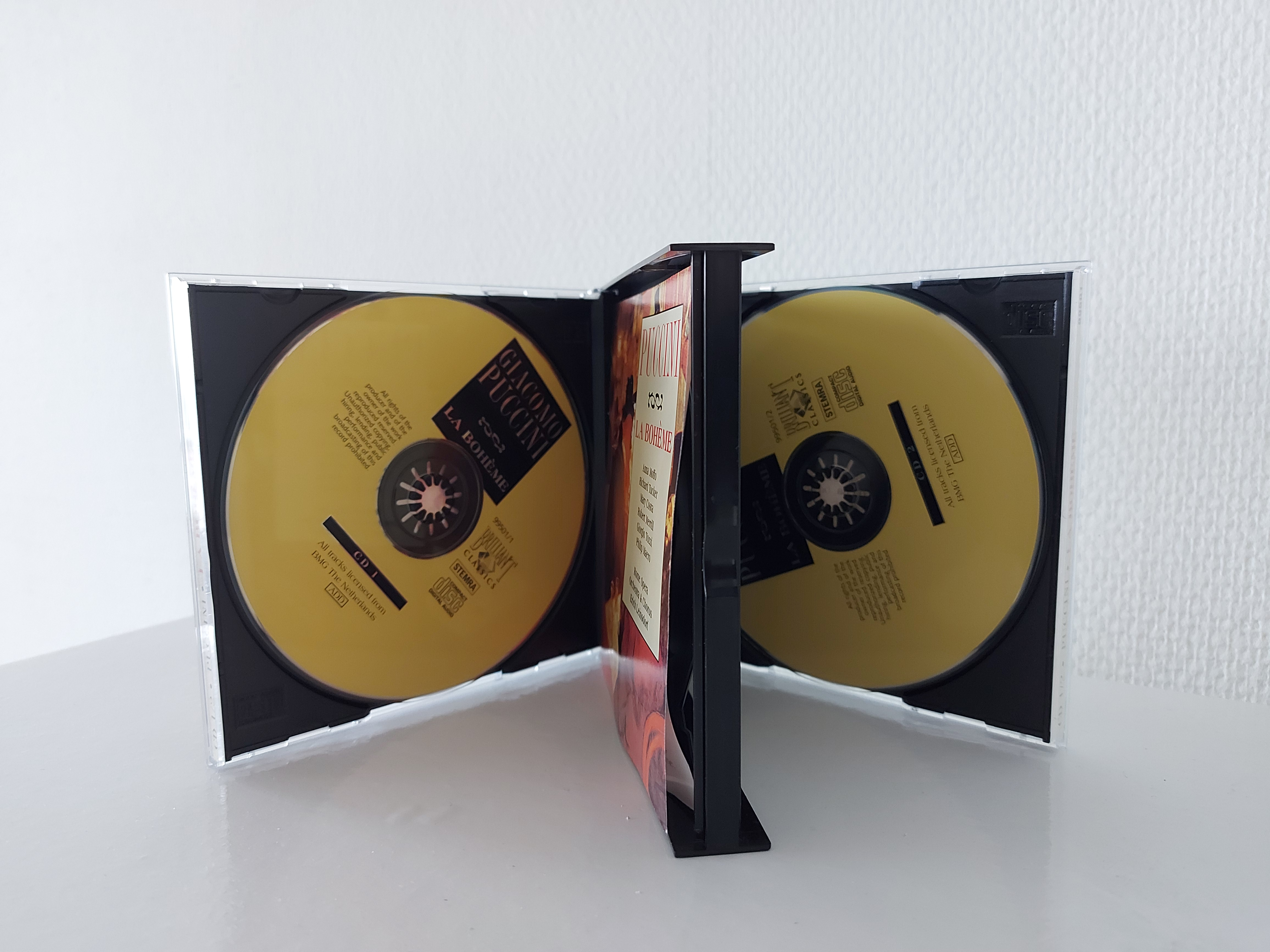

Подві́йний альбо́м (або подвійний запис) — музичний альбом тривалістю довшою, ніж середня. Випуск і продаж альбому здійснюється комплектом з двох музичних носіїв одного типу (наприклад, двох грамплатівок або двох компакт-дисків).
До подвійного альбому зазвичай входить розбитий на частини один альбом, але інколи це не так. Наприклад, альбом «Ummagumma» гурту «Pink Floyd» (концертний і студійний альбоми). «Speakerboxxx/The Love Below» дуету «OutKast» складається з двох соло-альбомів кожного виконавця.
Перший студійний подвійний альбом — «Verlaine Et Rimbaud» — належить автору-виконавцю Лео Ферре. Перший концертний подвійний альбом «The Famous 1938 Carnegie Hall Jazz Concert» Бенні Гудмена.
Коли альбом складається з трьох частин, то він називається потрійний альбом. Якщо в альбомі більш, ніж три частини, то це колекційна коробка.